# Военнопленные (телесериал)
«Военнопленные» (оригинальное название «Хатуфим» ивр. חטופים) — израильский телесериал в жанре психологического триллера, разработанный Гидеоном Раффом, премьера которого состоялась в марте 2010 года на Втором канале Израиля. Американский телесериал «Родина» основан на оригинальном израильском телесериале. Было отснято два сезона сериала. Права на показ первого сезона были приобретены 4 странами.
Сериал был благоприятно принят большинством телевизионных критиков и получил ряд наград и номинаций. Считается одним из самых популярных телесериалов с момента создания Канала 2, в 2010 году он выиграл приз Академии телевидения как лучший сериал.
Сериал повествует о двух похищенных солдатах, возвращающихся в Израиль после 17 лет в сирийском плену.

## Сюжет

### Сезон 1
История начинается с возвращения домой солдат после 17 лет в сирийском плену. Нимрод Клайн и Ури Зак вернулись живыми, вместе с останками Амиеля Бен-Хорина.
Сериал исследует реинтеграцию Нимрода и Ури в общество, которое сделало их национальными символами, и в прерванную семейную жизнь, на фоне пост-травматического синдрома после пыток в плену. Они заново выстраивают отношения с близкими, которые ждали их или наоборот, смирились с утратой, с детьми, выросшими без них, и оплакивают родителей, умерших в период их отсутствия. Они также должны пройти психиатрическое обследование и служебное разбирательство. Когда военный психиатр находит несоответствия в их рассказах, проводится расследование, чтобы выяснить, что они скрывают.

## В ролях
- Йорам Толедано — Нимрод Клайн, военнопленный; храбрый, остроумный и умный человек. Он с трудом приспосабливается к жизни с женой и двумя детьми.
- Ишай Голан — Ури Зак, Военнопленный.
- Яэль Абекассис — Тали Клайн, жена Нимрода.
- Яэль Эйтан — Дана, дочь Нимрода
- Гай Селник — Хацав, сын Нимрода
- Мили Авиталь — Нурит Галеви-Зак, бывшая подруга Ури.
- Микки Леон — Яаков «Яки» Зак, брат Ури.
- Адам Кеннет — Асаф, сын Яки и Нурит.
- Шмуэль Шило — Йосеф «Йоске» Зак
- Асси Коэн — Амиэль Бен-Хорин, военнопленный.
- Ади Эзрони — Яэль Бен-Хорин, младшая сестра Амиэля.
- Нево Кимхи — Илан Фельдман. офицер Армии обороны Израиля
- Гал Заид — Хаим Коэн, Военный психолог. Он ведёт расследование Нимрода и Ури, убедившись, что они что-то скрывают.
- Сэнди Бар — Ирис, следователь ШАБАКа (Общая служба безопасности Израиля).
- Аки Авни — Офер, владелец рекламного агентства и друг Нимрода, который служил с ним в Армии обороны Израиля.
- Салим Дау — Джамал Аграбия
- Абдалла Эль Акал — Исмаил, сын Джамала.
- Адар Pацон — Лейла, жена Юсуфа (Амиэль).
- Макрам Хури — Шейх Кассаб, отец Лейлы, и основатель организации, ответственной за похищение Нимрода, Ури и Амиэля.
- Юсеф Свейд — Абдулла бин Рашид, Террорист.
- Йонатан Узиель — Йинон «Нони» Меири

## Иностранные адаптации
- Родина (США)
- Родина (Россия)